# Молдавсько-османські війни
Перший конфлікт між Молдавським князівством та Османською імперією, про який повідомляють історичні джерела, стався під час правління в Молдавії Олександра I Доброго у 1420 році, коли османи намагалися захопити Кілію. Атака була невдалою.
1412 року угорський король Сигізмунд I посперечався із польським королем Владиславом II Ягайлом щодо поділу Молдавії між цими двома країнами. Угорський король скаржився на те, що молдавани не надсилають йому військ для його походів проти турків. Владислав II Ягайло на це відповів, що молдавани не були в змозі це робити, оскільки допомагали йому в цій справі. Врешті-решт, Сигізмундові I довелося відмовитись від претензій.
1444 року Молдавське князівство надіслало свої війська, які приєдналися до польського війська короля Владислава III у битві під Варною. Турки мали із собою верблюдів, тож у випадку поразки вони розсипали на землю золото і срібло для дестабілізації ворога. Молдавани пішли за верблюдами, щоб зібрати гроші, що стало однією з причин поразки у битві.
У 1451—1457 роках у Молдавії тривала громадянська війна і в часи правління Петру III Арона князівство сплачувало Порті щороку данину розміром 2000 монет золотом.
В 1470 році воєвода Штефан Великий відмовився сплачувати османам збільшену у 1,5 рази данину, а в 1473 скинув проосманського володаря сусідньої Валахії. Це призвело до різкого погіршення відносин Молдавії та Османської імперії і кількох збройних протистоянь, найпомітнішими з яких були Васлуйська битва (1475), в якій османи зазнали поразки, та битва у Білій Долині (1476), в якій османська армія на чолі з султаном Мехмедом Завойовником перемогла, проте врешті була змушена відступити.
1484 року османам вдалося приєднати Кілію та Аккерман до своїх володінь.
Після смерті Штефана Великого в 1504 році, Молдавське князівство почало занепадати і в 1512 році було змушене стати васалом Османської імперії, проте конфлікти між ними мали місце до XIX століття, що призвнло до кількох короткочасних періодів молдавської незалежності.